# Cymbasoma concepcionae
Cymbasoma concepcionae is een eenoogkreeftjessoort uit de familie van de Monstrillidae. De wetenschappelijke naam van de soort is voor het eerst geldig gepubliceerd in 2003 door Suárez-Morales & Morales Ramírez.